# Sawczonki
Sawczonki – część chutoru Widoki  na Białorusi, w obwodzie witebskim, w rejonie miorskim, w sielsowiecie Turkowo.

## Historia
W okresie wojny polsko-bolszewickiej pod wsią toczyły się walki grupy ppłk. Jerzego Sawy-Sawickiego ze zgrupowaniem uderzeniowym sowieckiej 4 Armii Jewgienija Siergiejewa.
W dwudziestoleciu międzywojennym folwark i kolonia leżała w Polsce, w województwie nowogródzkim (od 1926 w województwie wileńskim), w powiecie dziśnieńskim, w gminie Mikołajewo.
Według Powszechnego Spisu Ludności z 1921 roku ówczesny folwark zamieszkiwało 15 osób, wszystkie były wyznania prawosławnego i zadeklarowały polską przynależność narodową. Były tu 2 budynki mieszkalnych. W 1931 folwark w 1 domu zamieszkiwało 13 osób, a kolonię w 4 domach 25 osób.
Miejscowość należała do parafii rzymskokatolickiej w Dziśnie i prawosławnej w Hryhorowiczach. Podlegała pod Sąd Grodzki w Dziśnie i Okręgowy w Wilnie; właściwy urząd pocztowy mieścił się w Dziśnie.